# فييسا ليليسا
فييسا ليليسا (بالإنجليزية: Feyisa Lilesa)‏ مواليد 1 فبراير 1990، هو عداء مسافات طويلة من إثيوبيا. وأصبح أصغر رجل يحقق رقم تحت 02:06 (2: 05:23) وذلك في سباق الماراثون للرجال في 'ماراثون روتردام' 2010. أما أفضل رقم شخصي له فهو 02:04:52 (في عام 2012) الذي أدخله في قائمة أسرع عشرة عدائي الماراثون في العالم.

## روابط خارجية
- فييسا ليليسا على موقع الاتحاد الدولي لألعاب القوى (الإنجليزية)
- فييسا ليليسا على موقع اللجنة الأولمبية الدولية (الإنجليزية)
- فييسا ليليسا على موقع أوليمبيديا (الإنجليزية)